# Гимн Севастополя
«Легендарный Севастополь» — советская патриотическая песня в жанре марша, посвящённая истории Севастополя. Написана в 1954 году композитором Вано Мурадели, автор слов — Пётр Градов. В советское время время входила в репертуар всех торжественных мероприятий города и флота. После распада СССР и начавшегося раздела ЧФ решением I сессии Севастопольского горсовета XXII созыва от 29 июля 1994 год утверждена как официальный гимн города-героя Севастополя. 

## История
Ты лети, крылатый ветер,

Над морями, над землёй,

Расскажи ты всем на свете

Про любимый город мой.

Всем на свете ты поведай,

Как на крымских берегах

Воевали наши деды

И прославили в боях

Припев:

Легендарный Севастополь,

Неприступный для врагов.

Севастополь, Севастополь —

Гордость русских моряков!

Здесь на бой, святой и правый,

Шли за Родину свою

И твою былую славу

Мы умножили в бою.

Скинув чёрные бушлаты,

Черноморцы в дни войны

Здесь на танки шли с гранатой,

Шли на смерть твои сыны.

Припев:

Легендарный Севастополь,

Неприступный для врагов.

Севастополь, Севастополь —

Гордость русских моряков!

Если из-за океана

К нам враги придут с мечом,

Встретим мы гостей незваных

Истребительным огнём.

Знает вся страна родная,

Что не дремлют корабли

И надёжно охраняют

Берега родной земли.

Припев:

Легендарный Севастополь,

Неприступный для врагов.

Севастополь, Севастополь —

Гордость русских моряков!

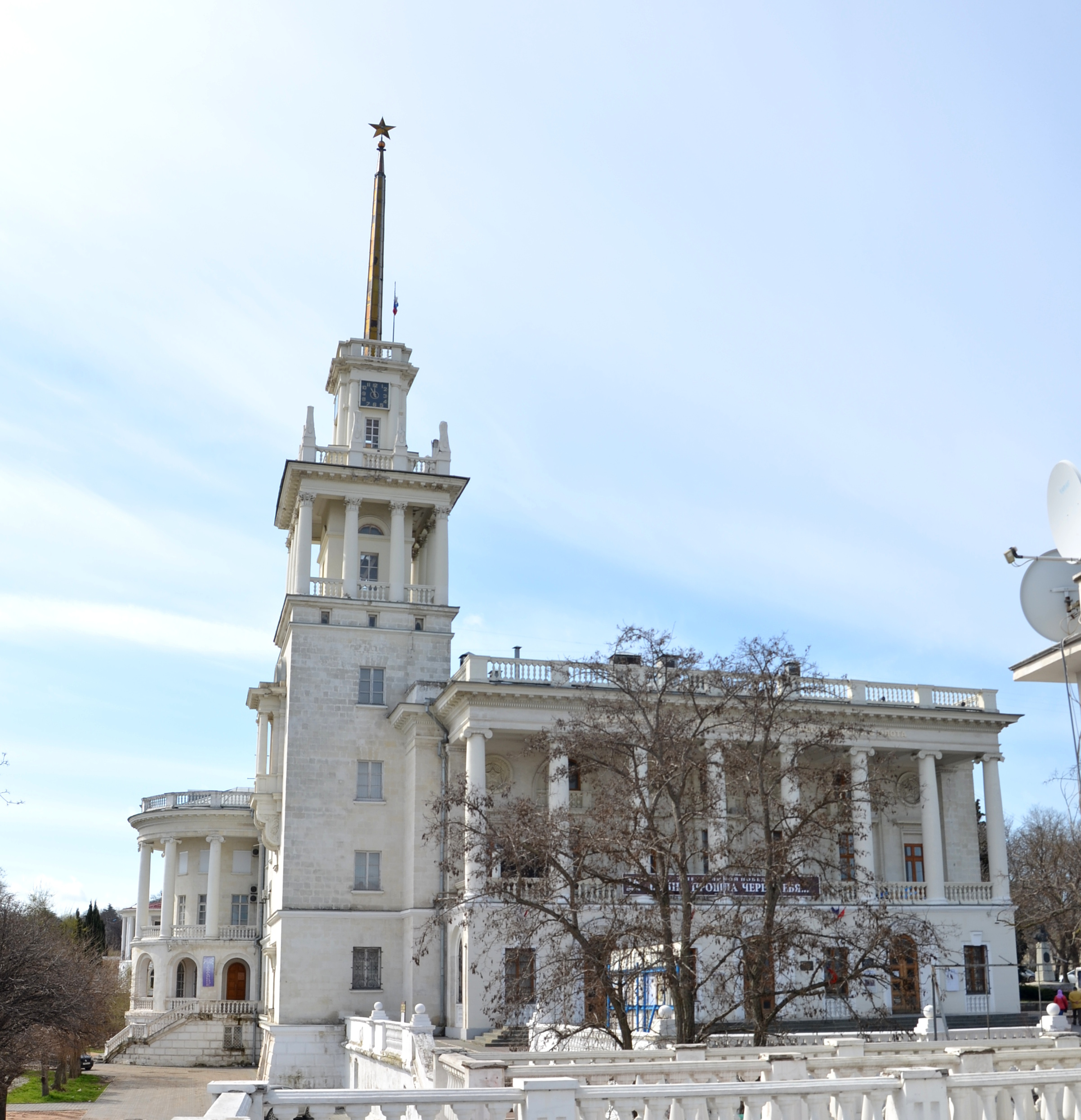
Куранты на башне Матросского клуба раз в час проигрывают несколько тактов песни

За написание гимна композитор Вано Мурадели взялся по просьбе вице-адмирала Николая Кулакова, Героя Советского Союза, на тот момент члена военного совета Черноморского флота. За стихами Вано Ильич обратился к поэту Александру Жарову. Стихи были написаны, но Мурадели посчитал их неподходящими и обратился к поэту Петру Градову, чьи стихи и легли в основу гимна.
Впервые песня «Легендарный Севастополь» была официально исполнена в Доме офицеров флота Ансамблем песни и пляски ЧФ в канун Дня ВМФ СССР для представителей командования, Политуправления, Военного Совета флота, воинских частей, кораблей, городских партийных органов, депутатов горсовета.
17 октября 1954 года, в день проведения мероприятий 100-летия обороны Севастополя в 1854—1855 годах на стадионе флота песню пел пятитысячный объединённый хор моряков, жителей Севастополя, участников художественной самодеятельности в сопровождении сводного военного оркестра.
В качестве официального гимна города песня «Легендарный Севастополь» была утверждена решением I сессии горсовета XXII созыва от 29 июля 1994 года.
Мелодию песни исполняют куранты на башне Матросского клуба Черноморского флота.

## Резонансные события
В 2000 году капитан 1 ранга ВМС Украины Мирослав Мамчак перевёл текст песни на украинский, а в 2001 году украиноязычную версию исполнил заслуженный артист Украины, капитан 1 ранга ВМС Украины Александр Иванов. В тексте в припеве вместо «гордость русских моряков» звучали слова «столица украинских моряков». Иванов заявил в интервью «Севастопольской газете» в 2006 году, что осознанно хотел устроить подобную провокацию:

Песня была написана в 2000 году, впервые прозвучала в 2001-м. Я придумал фишку, чем можно покрепче врезать нашим друзьям-россиянам. Нужна была эта фишка для яблока раздора. И я подумал, что можно перевести на украинский язык песню «Легендарный Севастополь», и предложил это Мирославу Мамчаку.

В 2006 году после публичного исполнения в эфире ТРК «Бриз» Ивановым версии на украинском языке вдова Петра Градова Ольга Алексеевна и дочь Татьяна обратились во Всероссийское агентство авторских прав, обвинив Мамчака в нарушении авторских прав, так как перевод был выполнен без согласия родственников Градова как его наследников.
После аннексии Крыма Россией, депутаты Законодательного собрания Севастополя в 2015 году прописали в законе «наказание за искажение гимна Севастополя в публичных и общественных местах», таким образом запретив исполнение гимна в том числе в украинском переводе.